# Fidżi na Letnich Igrzyskach Olimpijskich 1976
Fidżi na Letnich Igrzyskach Olimpijskich 1976 reprezentowało 2 sportowców w 1 dyscyplinie. Był to piąty start reprezentacji Fidżi na letnich igrzyskach olimpijskich.

## Lekkoatletyka

### Mężczyźni
Tony Moore
bieg na 100 metrów – odpadł w eliminacjach z czasem 11,16 s
bieg na 200 metrów – odpadł w ćwierćfinałach z czasem 21,75 s
skok w dal – 31. miejsce w kwalifikacjach z wynikiem 6,81 m

### Kobiety
Miriama Tuisorisori-Chambault
skok w dal – 27. miejsce w kwalifikacjach z wynikiem 5,79 m
pięciobój – 18. miejsce